# Emilio Perrelli
Emilio Perrelli, född 18 april 1975 i Spånga, är en av medlemmarna i gruppen Star Pilots som medverkade i Melodifestivalen 2009 och kom vidare till Andra chansen.
Han är även koreograf och tillsammans med Mathias Singh har han arbetat med EMD, Danny Saucedo, Melodifestivalen, Linda Bengtzing, September, Rebound, Carola Häggkvist och Darin. Han driver även danstidningen 5678.
Emilio Perrelli är kusin till Sebastian Ingrosso som är en av medlemmarna i Swedish House Mafia.